# Butungan
Butungan is een bestuurslaag in het regentschap Lamongan van de provincie Oost-Java, Indonesië. Butungan telt 1432 inwoners (volkstelling 2010).